# Saint-Appolinard, Isère
Saint-Appolinard este o comună în departamentul Isère din sud-estul Franței. În 2009 avea o populație de 398 de locuitori.

## Evoluția populației
| An        | 1975 | 1982 | 1990 | 1999 | 2006 | 2009 |
| --------- | ---- | ---- | ---- | ---- | ---- | ---- |
| Populație | 282  | 296  | 289  | 319  | 380  | 398  |